# Abraham Enschedé
Abraham Enschedé (Haarlem, 20 maart 1760 - Haarlem, 2 augustus 1820) was een Nederlands krantenredacteur en boekdrukker.
Hij was de zoon van Johannes Enschedé en Helena Hoefnagel.
Gehuwd: Weesp 31 oktober 1785 met Sadrina Christiana Swaving (geb.  25 december 1768 - overl. Haarlem 28 juni 1822), dochter van Jan Justus Swaving en Christina Elisabeth Becker.
Op 16 maart 1787 werd uit dit huwelijk hun zoon geboren: Jacobus Enschedé II, die later een leidende functie zou vervullen bij drukkerij en lettergieterij Koninklijke Joh. Enschedé.